# Hubert Klausner
Pour les articles homonymes, voir Klausner.
Hubert Klausner (1er novembre 1892 à Raibl im Kanaltal ; 12 février 1939 à Vienne) est un officier et homme politique autrichien (NSDAP - Mouvement hitlérien et NSDAP). Il fut chef de district du NSDAP et brièvement ministre de l'Intérieur et des Cultes dans le "Land d'Autriche" sous le Reichsstatthalter Arthur Seyss-Inquart, gouverneur nominal de Carinthie ainsi que membre du Reichstag.

## Biographie

### Premières années
Né à Raibl (aujourd'hui: Cave del Predil, Tarvisio) dans le Val Canale de Carinthie, fils d'un petit fonctionnaire des douanes, il fréquente le lycée de Villach. Après avoir passé sa maturité en 1912, il effectue son service militaire en tant que Einjährig-Freiwilliger ("volontaire d'un an") dans l'armée austro-hongroise. Il participe ensuite à la Première Guerre mondiale avec le grade de lieutenant (Leutnant) en Galice, où il est gravement blessé en 1915. Il atteint le grade d'Oberleutnant sur le front italien. En 1916, il est transféré dans la réserve, commandant les assemblées de blessés à Klagenfurt et à Trente.
À la fin de la guerre, Klausner a combattu à partir de 1919 dans les forces paramilitaires de la Volkswehr lors des conflits armés contre les troupes yougoslaves, qui ont abouti au référendum de Carinthie de 1920. Il a ensuite rejoint l'armée fédérale de la première République autrichienne et a été promu au rang de Hauptmann (capitaine). En 1930, il est promu major, le plus haut grade qu'il atteindra dans l'armée autrichienne avant de devoir la quitter pour des raisons politiques en 1933.

### Le parti nazi autrichien
Ayant initialement rejoint le Parti populaire de la Grande Allemagne (Großdeutsche Volkspartei - GDVP), il passe au Parti nazi autrichien en 1922, qu'il quitte en 1927. En février 1931, il rejoint à nouveau le Parti national-socialiste des travailleurs allemands (Nationalsozialistische Deutsche Arbeiterpartei - NSDA), qui gagne en influence lors des élections municipales et provinciales en Carinthie en 1931 et 1932. Klausner est un partisan précoce et ardent du nazisme en Carinthie. Il est nommé Gauleiter adjoint en janvier 1933, Bezirksleiter (chef de district) de Klagenfurt en mars, et le 5 mai 1933, il accède au poste de Gauleiter du parti nazi encore illégal en Carinthie. L'influence de Klausner s'accroît pendant l'incarcération du chef du parti nazi autrichien (Landesleiter) Josef Leopold en 1935-1936 et il est considéré par certains comme le chef de facto du parti. Pendant la période d'austrofascisme dans l'État fédéral d'Autriche (Ständestaat), Klausner est interné pendant quelques mois à plusieurs reprises en 1935, 1936 et 1937.
Ses arrestations pour raisons politiques ne l'empêchent cependant pas de faire progresser le mouvement nazi. Sa maison de Latschach, près de Finkenstein, devient un lieu de rencontre avec d'autres nazis carinthiens de premier plan, tels que Friedrich Rainer et Odilo Globocnik. Klausner démissionne de son poste de Gauleiter le 9 octobre 1936 à la suite d'un conflit politique avec Leopold, qui privilégie une approche autrichienne plus indépendante par opposition aux idées de la grande Allemagne de Klausner et de ses associés. Les choses atteignent leur paroxysme le 21 février 1938 lorsque Leopold est démis de ses fonctions de Landesleiter du parti nazi par Adolf Hitler et remplacé par Klausner.

### Anschluss
La veille de l'Anschluss de l'Autriche à l'Allemagne nazie, le 12 mars 1938, Klausner reçoit le SS-Reichsführer Heinrich Himmler à l'aéroport de Vienne. Klausner annonce l'Anschluss à la radio autrichienne et rejoint la Schutzstaffel (SS) immédiatement après, au rang d'Oberführer.
Le lendemain, Klausner est nommé par le nouveau chancelier nazi Arthur Seyss-Inquart "ministre des décisions politiques" dans le premier cabinet nazi. Lors des élections allemandes du 10 avril, il obtient un siège au Reichstag. Le 23 avril, il devient député de Josef Bürckel, le Reichskommissar pour la réunification de l'Autriche avec le Reich allemand. Puis, le 22 mai, il est à nouveau nommé Gauleiter du Gau de Carinthie (Reichsgau Kärnten), et devient également adjoint de Bürckel en tant que Reichsstatthalter de l'Ostmark. Il obtient en outre, à partir du 1er juin 1938, le poste de Landeshauptmann de Carinthie, réunissant ainsi sous son contrôle les plus hautes fonctions du parti et du gouvernement dans sa juridiction. Pendant qu'il est à Vienne pour assister Bürckel, ses fonctions de Gauleiter et de Landeshauptmann sont exercées par ses adjoints Franz Kutschera et Wladimir von Pawlowski, respectivement. Le 9 novembre 1938, Klausner est promu SS-Brigadeführer.
Au sommet de sa puissance, Hubert Klausner meurt subitement le 12 février 1939 à son domicile à Vienne, officiellement d'une attaque cérébrale. Adolf Hitler ainsi que Reinhard Heydrich et Rudolf Hess assistent aux funérailles nationales de Klausner à Klagenfurt, où Hitler prononce le discours commémoratif.

## Source
- (en) Cet article est partiellement ou en totalité issu de l’article de Wikipédia en anglais intitulé « Hubert Klausner » (voir la liste des auteurs).